# جيمس لوفريدج
جيمس لوفريدج (بالإنجليزية: James Loveridge)‏ (16 مايو 1994 في المملكة المتحدة - ) هو لاعب كرة قدم بريطاني في مركز الهجوم. شارك مع منتخب ويلز تحت 17 سنة لكرة القدم ومنتخب ويلز تحت 19 سنة لكرة القدم. أما مع النوادي، فقد لعب مع سوانزي سيتي وميلتون كينز دونز ونيوبورت كونتي وPort Talbot Town F.C. ‏.

## روابط خارجية
- جيمس لوفريدج على موقع قاعدة بيانات كرة القدم.إي يو (الإنجليزية)
- جيمس لوفريدج على موقع Soccerbase.com (لاعب) (الإنجليزية)
- جيمس لوفريدج على موقع Soccerway.com (الإنجليزية)